# Liste der Monuments historiques in Lohuec
Die Liste der Monuments historiques in Lohuec führt die Monuments historiques in der französischen Gemeinde Lohuec auf.

## Liste der Bauwerke
| Bezeichnung                  | Beschreibung              | Standort | Kennzeichnung | Schutzstatus | Datum | Bild           |
| ---------------------------- | ------------------------- | -------- | ------------- | ------------ | ----- | -------------- |
| Kirche St-Judoce             | Erbaut im 16. Jahrhundert | (Lage)   | PA00089314    | Inscrit      | 1926  | weitere Bilder |
| Allée couverte von Kernescop | Neolithikum               | (Lage)   | PA00089313    | Classé       | 1964  | weitere Bilder |

## Liste der Objekte

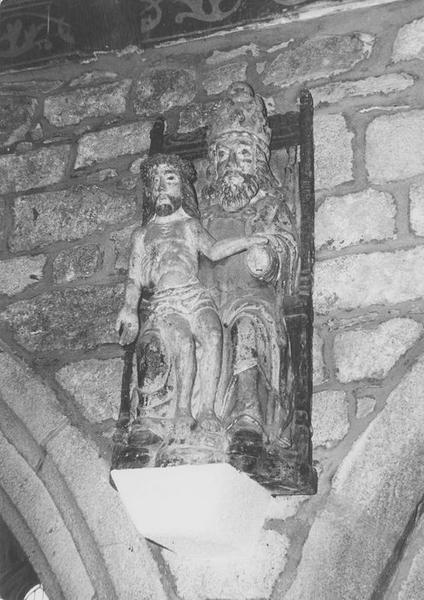
Skulptur Gnadenstuhl (16. Jahrhundert) in der Kirche St-Judoce

- Monuments historiques (Objekte) in Lohuec in der Base Palissy des französischen Kultusministeriums